# Football Leaks
Football Leaks va ser una filtració que va revelar transaccions financeres «opaques i irregulars» en el món del futbol professional europeu i va desvelar l'enginyeria fiscal emprada per algunes de les figures d'aquest esport. Va començar amb una sèrie d'investigacions publicades el desembre de 2016 i novembre de 2018 per mitjans de comunicació socis de l'European Investigative Collaborations, com Der Spiegel, Mediapart, El Mundo, Expresso, Falter, L'espresso i Le Soir.
Inicialment, Football Leaks era un lloc web que contenia informació confidencial sobre futbolistes i clubs de futbol destacats.
Rui Gonçalves Pinto, l'autor de Football Leaks, va ser detingut a Budapest el 16 de gener de 2019 a petició de les autoritats portugueses sota acusació d'intent d'extorsió, violació de secrets i accés il·legal a la informació. Va ser extradit a Portugal i ha estat acusat de 147 delictes pel Ministeri Públic.

## Leaks
El lloc web, creat el setembre de 2015, revela informació sobre tarifes de transferència, salaris i contractes de futbolistes famosos. La seva primera filtració va ser sobre l'acord a tercers entre el FC Twente i el fons d'inversió Doyen Sports que va portar la Reial Associació de Futbol dels Països Baixos a apartar el FC Twente de les competicions internacionals durant tres anys. Football Leaks també va revelar que l'AS Monaco va pagar 43 milions d'euros per Radamel Falcao, en lloc dels 60 milions d'euros que havia declarat. A més, el lloc web va revelar que quan Neymar va fitxar pel FC Barcelona va rebre una quota de fitxatge de 8,5 milions d'euros, amb una clàusula de rescissió de 190 milions d'euros, i que guanyava 77.000 euros a la setmana. Una altra filtració va revelar que el traspàs de Gareth Bale del Tottenham Hotspur al Reial Madrid va superar els 100 milions d'euros, més que els 96 milions que el club va pagar per Cristiano Ronaldo. El lloc web també va revelar que Ronaldo va guanyar 1,1 milions d'euros per fer una sessió de fotos amb la companyia de telecomunicacions saudita Mobily. Una altra filtració va destapar el traspàs de James Rodríguez de l'AS Monaco al Reial Madrid per 75 milions d'euros més 15 milions d'euros en clàusules addicionals.
El gener de 2016 es va saber que Football Leaks estava essent investigat per les autoritats portugueses per denúncies de xantatge i extorsió. El febrer del mateix any, el president de la Lliga de Futbol Professional, Javier Tebas, va culpar a la FIFA de les filtracions dels detalls del contracte de tres jugadors de la Primera divisió espanyola de futbol. A l'abril d'aquell any, el lloc web va anunciar que aturava temporalment les seves filtracions.
El novembre de 2018, Football Leaks va afirmar que hi havia hagut converses encobertes sobre la creació d'una nova competició continental de clubs, la Súper Lliga Europea, que començaria a jugar-se el 2021, fet que finalment no es produiria, tot i que la Super League es va arribar a anunciar. El mateix mes, el lloc web va afirmar que tant el Manchester City com el Paris Saint-Germain estaven infringint el Reglament del joc net financer de la UEFA (FFP). Més d'un any abans, el Manchester City va enfrontar-se a una sanció de la UEFA per aquesta qüestió, i un mes després, la UEFA va absoldre el Paris Saint-Germain d'infringir les regles de l'FFP, una decisió que va ser confirmada posteriorment pel Tribunal d'Arbitratge de l'Esport el març de 2019.

## European Investigative Collaborations
El desembre de 2016, Der Spiegel i altres socis de l'EIC com L'Espresso, Le Soir, NRC Handelsblad, The Romanian Center for Investigative Journalism, The Black Sea, Mediapart, Politiken, Falter, Newsweek, El Mundo, The Sunday Times i Expresso van començar a publicar informació sobre l'elusió fiscal per part de diverses estrelles del futbol. Part de la informació va ser recollida per Football Leaks. Les filtracions inclouen «uns 18,6 milions de documents, inclosos contractes, correus electrònics i fulls de càlcul que van servir de material per al treball de periodisme d'investigació de 60 professionals de 12 mitjans europeus». El 5 de desembre, El Mundo va revelar una sentència del jutge espanyol Arturo Zamarriego que prohibia a l'EIC publicar informació fins que no es resolgués «la investigació legal de la seva obtenció». Reporters sense Fronteres va qualificar la decisió com «un intent de censura a escala continental». 

## Propietat de tercers en el futbol
Les filtracions van revelar la propietat de tercers (TPO) dels futbolistes, «per la qual els drets econòmics d'un jugador són propietat d'inversors». Segons els documents de Football Leaks obtinguts per Der Spiegel i compartits amb l'EIC, hi havia implicades nombroses figures públiques, corporacions internacionals i fins i tot grans bancs. Un dels creadors de Football Leaks va realitzar una entrevista a Der Spiegel el febrer de 2016 utilitzant el pseudònim de «John».